# George Bähr

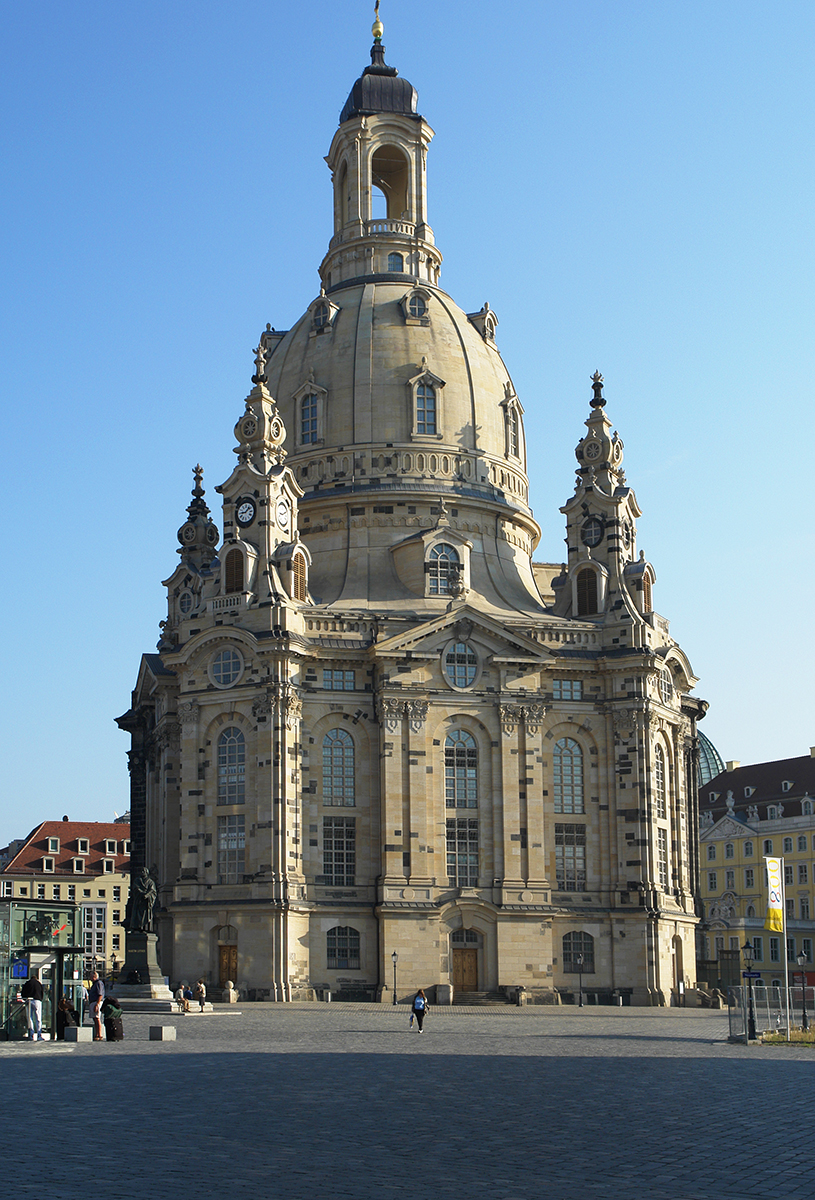
Die Frauenkirche in Dresden

George Bähr (* 15. März 1666 in Fürstenwalde; † 16. März 1738 in Dresden) war ein deutscher Baumeister des Barock. Sein Hauptwerk ist die Dresdner Frauenkirche.

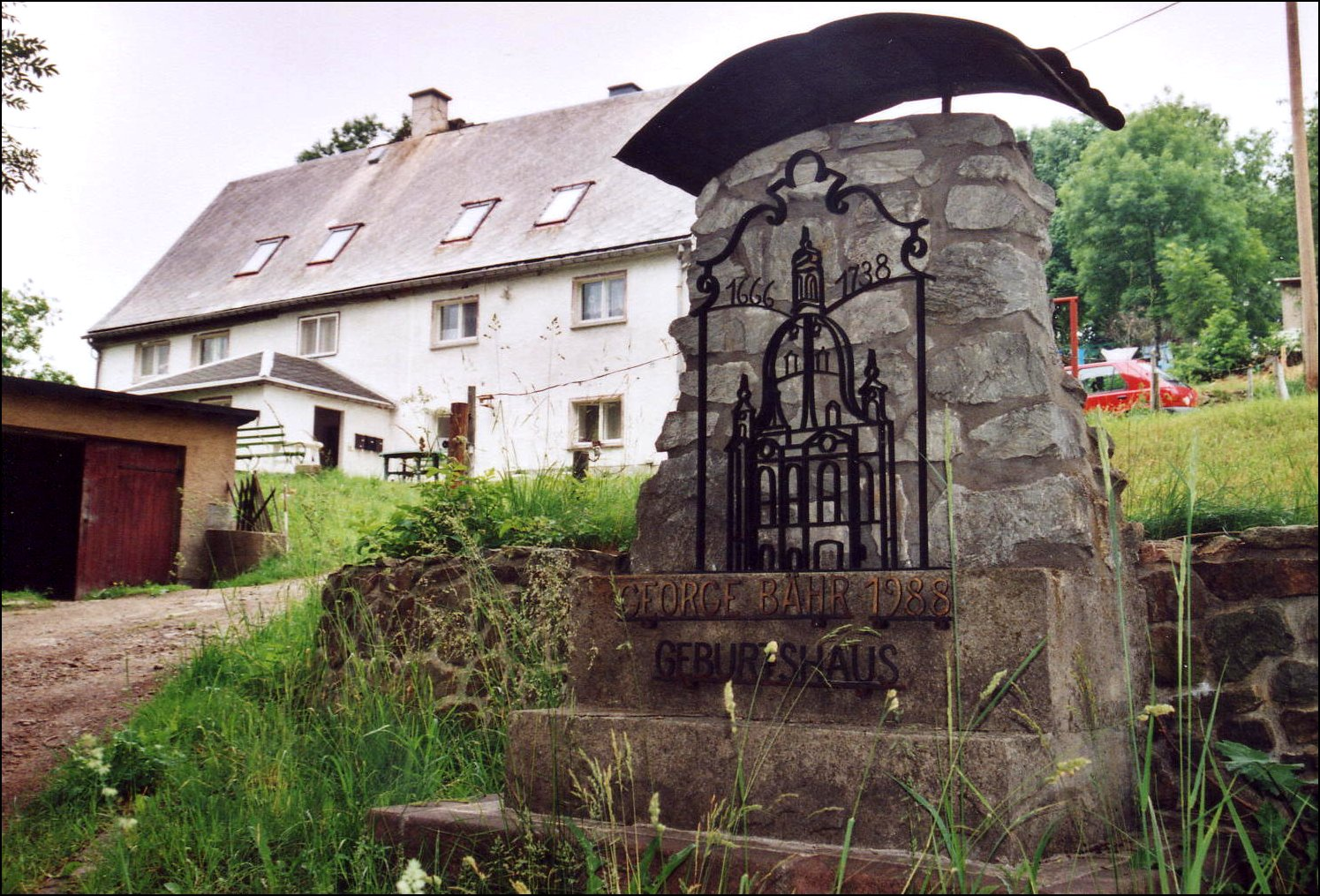
Ort von Bährs Geburtshaus in Fürstenwalde

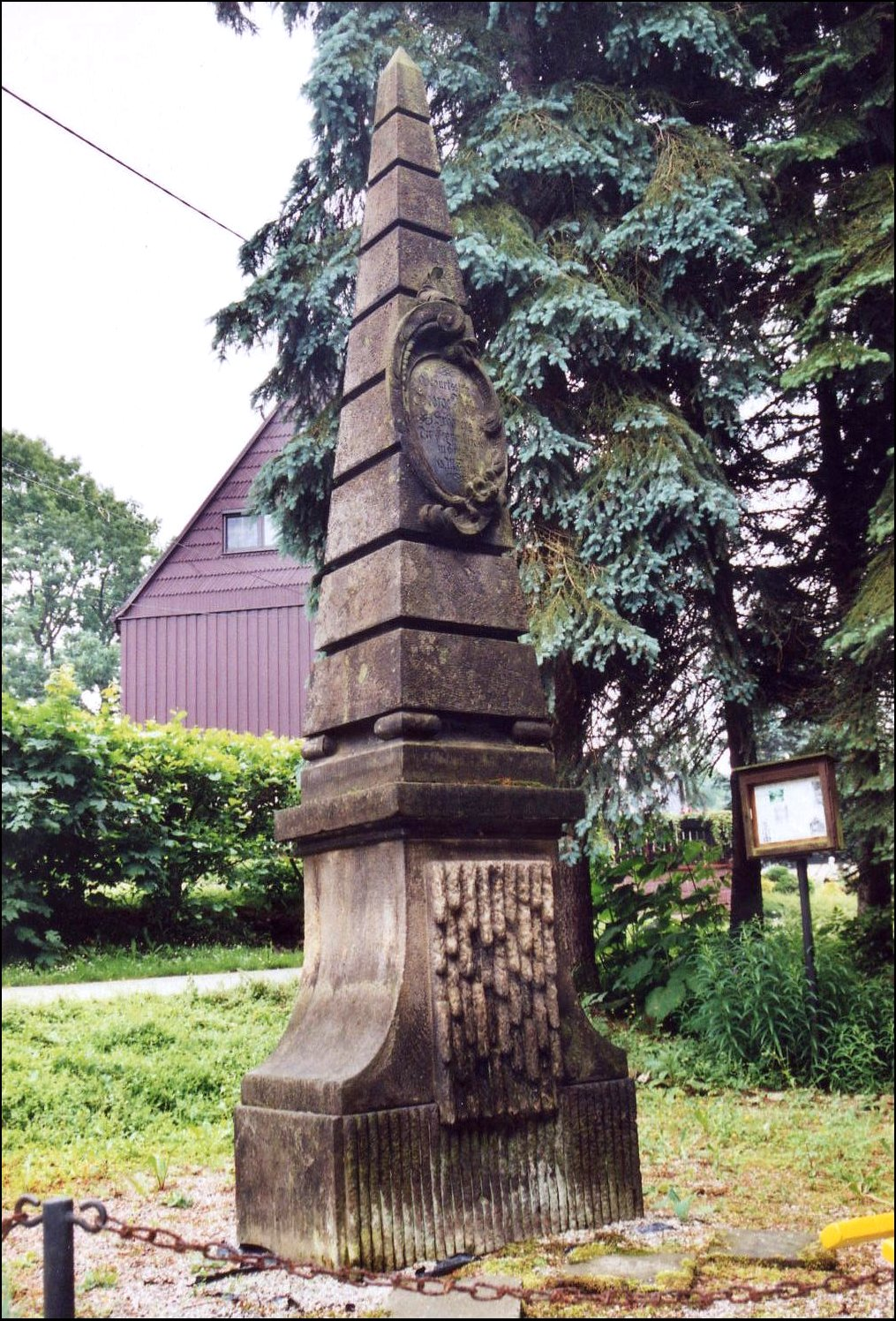
Bähr-Gedenkstein in Fürstenwalde

## Leben und Wirken
George Bähr war der Sohn eines Zimmermannes (andere Quellen schreiben eines Leinewebers) und wuchs in einem ärmlichen Elternhaus auf. Seine schulische Bildung wurde durch den Dorfgeistlichen gefördert. Seine Schulausbildung und seine Zimmermannslehre absolvierte Bähr in Lauenstein.
Im Jahr 1693 ging Bähr nach Dresden, wo er als Zimmermann tätig war. Eigentlich wollte er nach Italien, um berühmte Bauten kennenzulernen, und so studierte er nebenbei Mechanik, nannte sich Künstler und Mechanicus, entwarf Orgelprospekte, Schlösser und Palais.
Mit 39 Jahren wurde Bähr 1705 in Dresden zum Ratszimmermeister berufen, obwohl er keinen Meisterbrief besaß. Schon in diesem Amt bemühte sich Bähr um eine Modernisierung des Kirchenbaus. Seiner Meinung nach wurden die schon bestehenden Kirchenbauten speziell dem evangelischen Gottesdienst nicht mehr gerecht.
George Bährs erster Bau war die Pfarrkirche von Loschwitz bei Dresden mit einem langgestreckten, achteckigen Grundriss. Die Kirche wurde 1708 fertiggestellt.

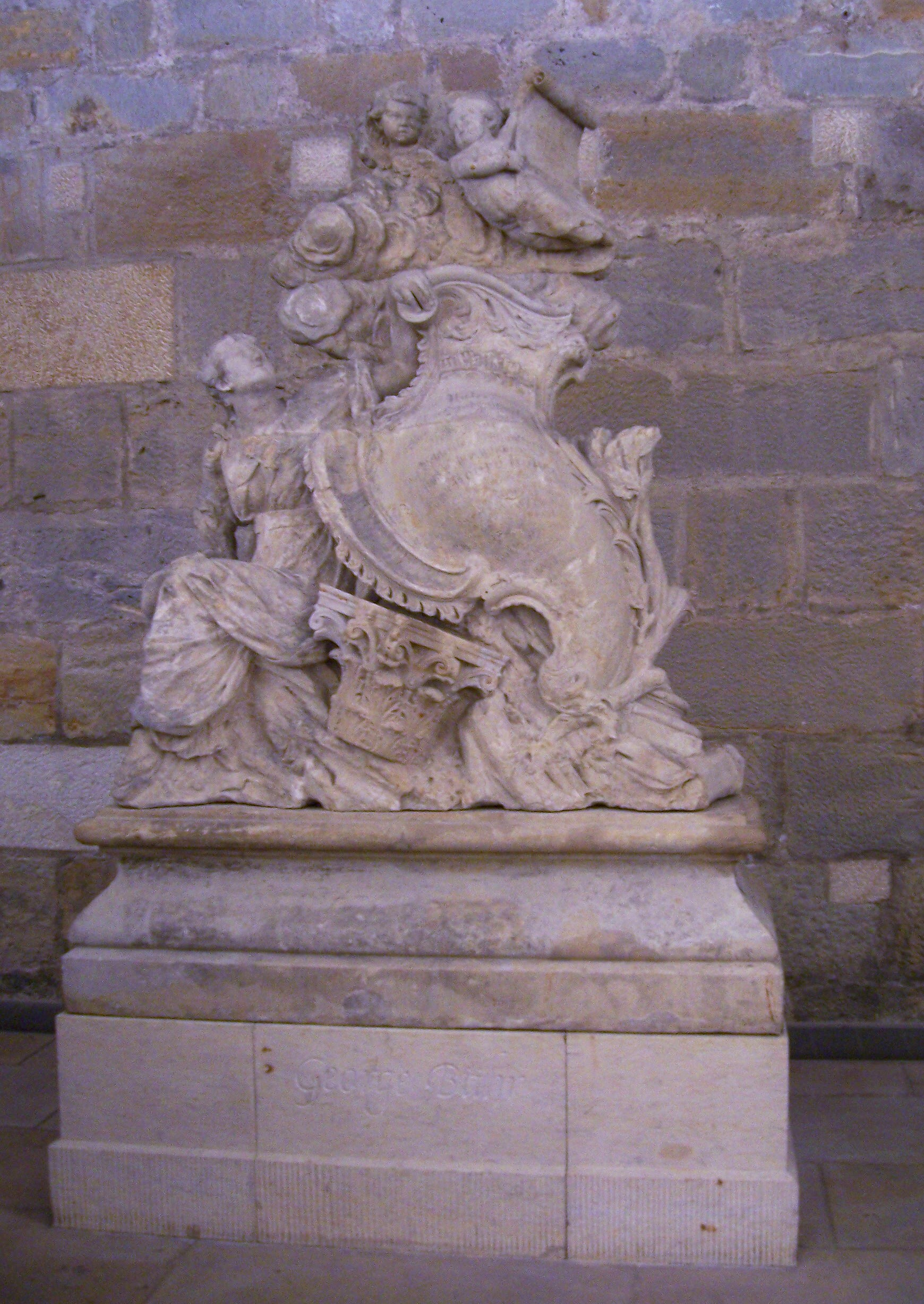
Grab George Bährs in der Unterhalle der Dresdner Frauenkirche. (Bei der Auflösung des alten Johannisfriedhofs 1858 umgesetzt)

Um 1710 entstand die Waisenhauskirche in Dresden, danach folgten 1713–1716 die Dorfkirche Zur Heiligen Dreieinigkeit in Schmiedeberg und die Kirchen in Beitzsch (Biecz) bei Pförten (Brody) (1716–1719) und Forchheim (1719–1726). Als Baumeister bzw. Berater war Bähr in den folgenden Jahren auch an der Errichtung bzw. dem Umbau der Kirchen in Königstein (1720–1724), Kesselsdorf (1723–1725), Hohnstein (1724–1728) und der Kirche Schmannewitz (1731–1732) beteiligt.
Darüber hinaus wurden nach Bährs Vorgaben zahlreiche Wohnhäuser in Dresden errichtet. Bähr selbst wohnte in einem Haus an der Seegasse nahe dem Altmarkt. Zwischen 1732 und 1738 beaufsichtigte er den Bau der ursprünglich von Matthäus Daniel Pöppelmann entworfenen Dreikönigskirche in Dresden-Neustadt.
Bährs Hauptwerk ist die Dresdner Frauenkirche. 1722 wurde er damit beauftragt, 1726 wurde der Entwurf genehmigt und umgesetzt. 1734 wurde der Innenraum der Frauenkirche eingeweiht. Vollendet wurde die Kirche am 27. Mai 1743, knapp fünf Jahre nach dem Tod George Bährs, mit dem Aufsatz eines (von Bähr so nicht gewollten) Kuppelkreuzes.
Seit 1730 führte Bähr den Titel Architekt. Den aus heutiger Sicht treffenderen Begriff Bauingenieur gab es seinerzeit noch nicht.
Seine Vorliebe für Orgelbauten führte dazu, dass George Bähr auch Kompositionen für diese Musikinstrumente ausführte.
Infolge einer ihn ans Bett fesselnden Krankheit nahm George Bähr 1738, acht Tage vor seinem Tod, seinen Abschied als Ratszimmermeister. Er starb einen Tag nach seinem 72. Geburtstag. Gerüchte über eine Selbsttötung konnten widerlegt werden. Entgegen seinem Wunsch, in der Frauenkirche beerdigt zu werden, wurde er auf dem Johanniskirchhof bestattet. Als die Stadt 1854 die Säkularisation des Friedhofs beschloss, erfolgte auf Gesuch eines Urenkels die Umbettung seiner Gebeine in die Krypta der Frauenkirche, später wurde auch das Grabmal dorthin überführt.
George Bähr war dreimal verheiratet. Mit seiner dritten Frau, der 22 Jahre jüngeren Johanna Juliane Wahl, die er 1730 heiratete, hatte er sechs Kinder. Bei der Geburt des ersten Kindes (1730) war Bähr 64 Jahre alt. Sein Schüler und Schwager war der Baumeister Johann George Schmidt.

## DNA-Analyse
Wissenschaftler der Universität Tübingen und des Max-Planck-Instituts für Menschheitsgeschichte in Jena veröffentlichten Anfang 2018 Ergebnisse einer Analyse der DNA eines Skelettes aus der Krypta der Frauenkirche, welches George Bähr zugeschrieben wird. Auf Basis der DNA-Analyse hatte George Bähr demnach höchstwahrscheinlich braune Augen, eine helle Hautfarbe und war genetisch von mitteleuropäischem Ursprung. Allerdings waren seinerzeit die falschen Gebeine auf dem Johanneskirchhof geborgen worden, wie der Dresdner Ratsarchivar Otto Richter zeigen konnte. Die DNA-Analyse dürfte deshalb im Hinblick auf Bähr nicht aussagekräftig sein.

## Galerie wichtiger Kirchenbauten

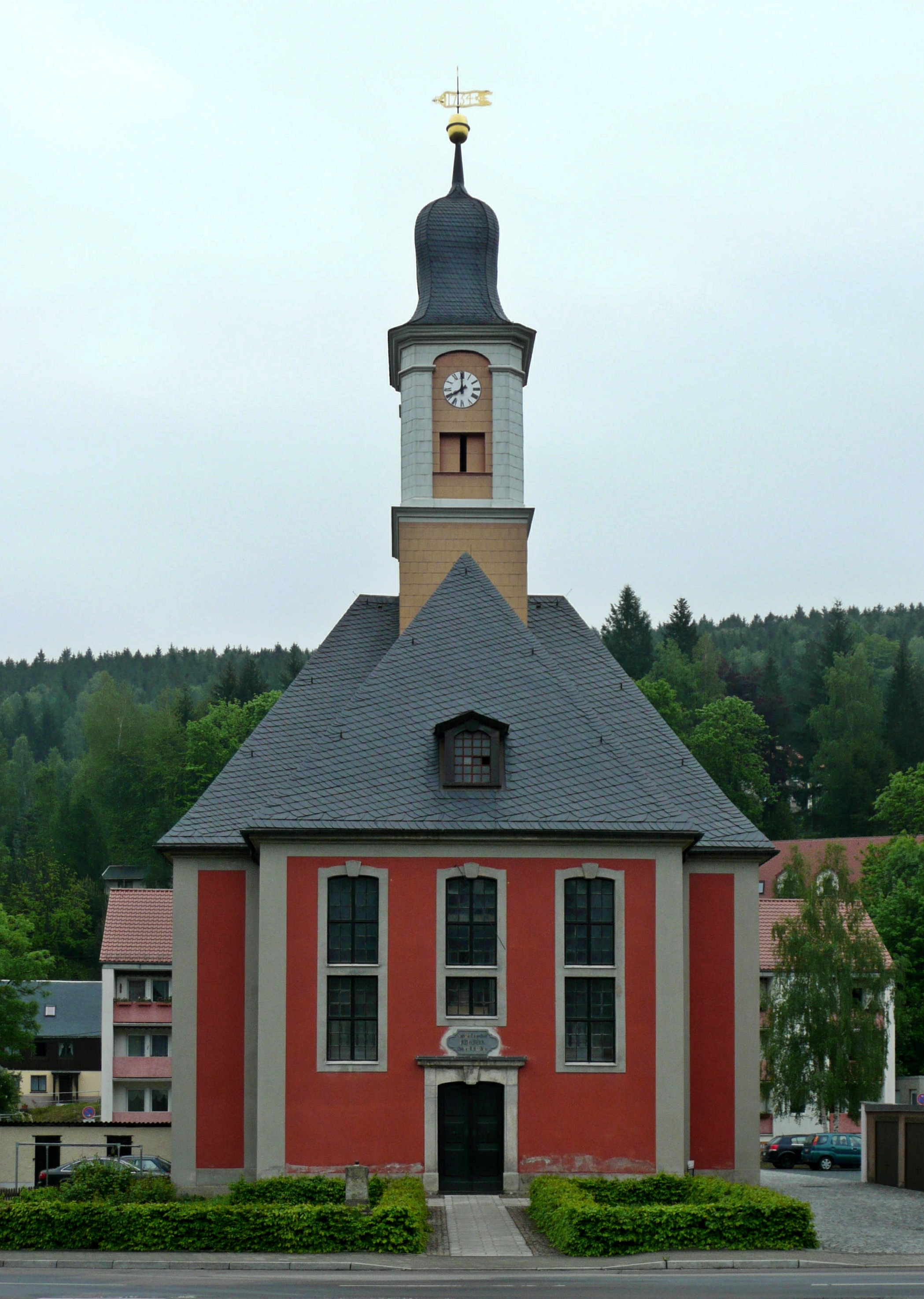
Schmiedeberg: Kirche zur Heiligen Dreifaltigkeit (1713–1716)
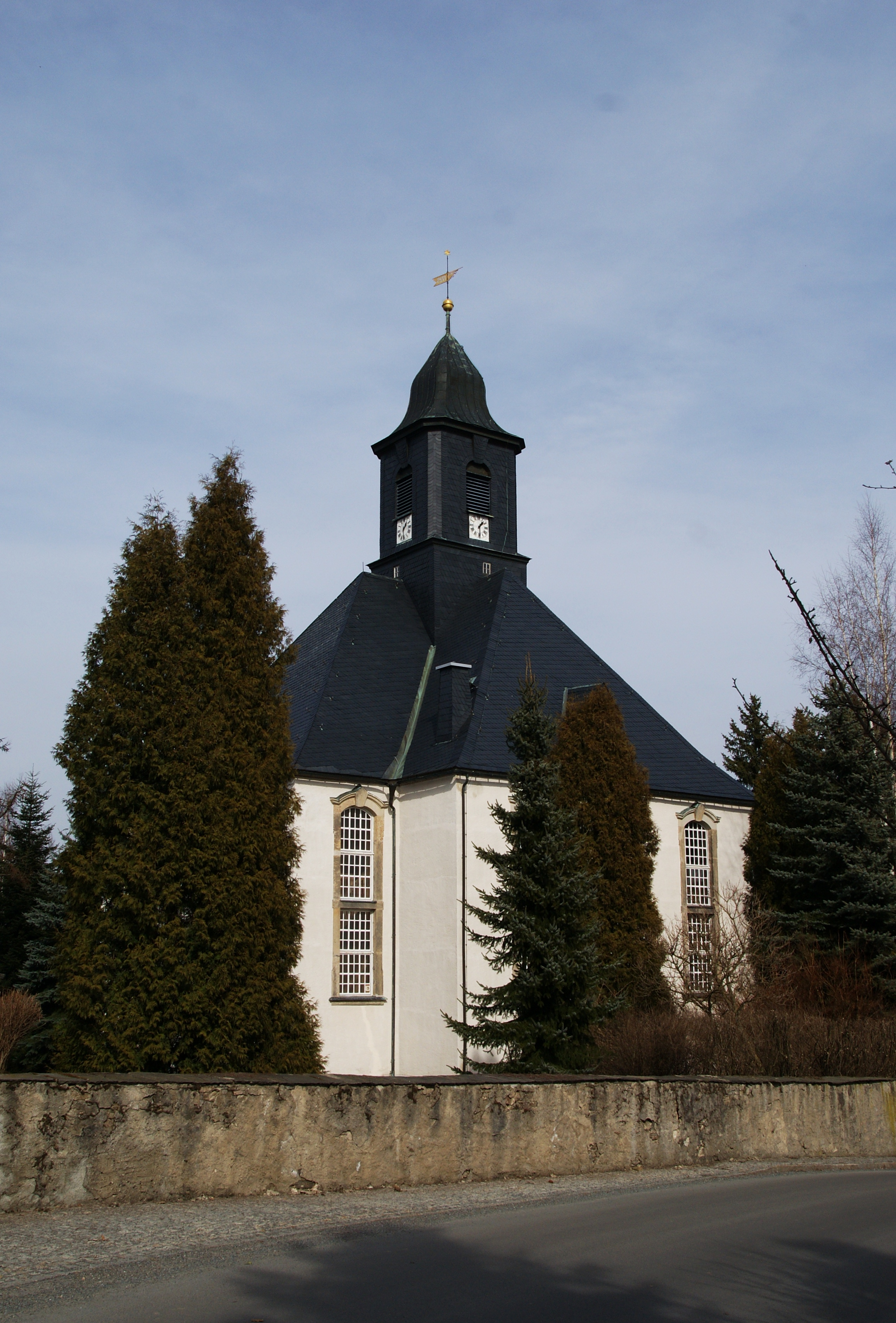
Forchheim: Dorfkirche (1719–1726)
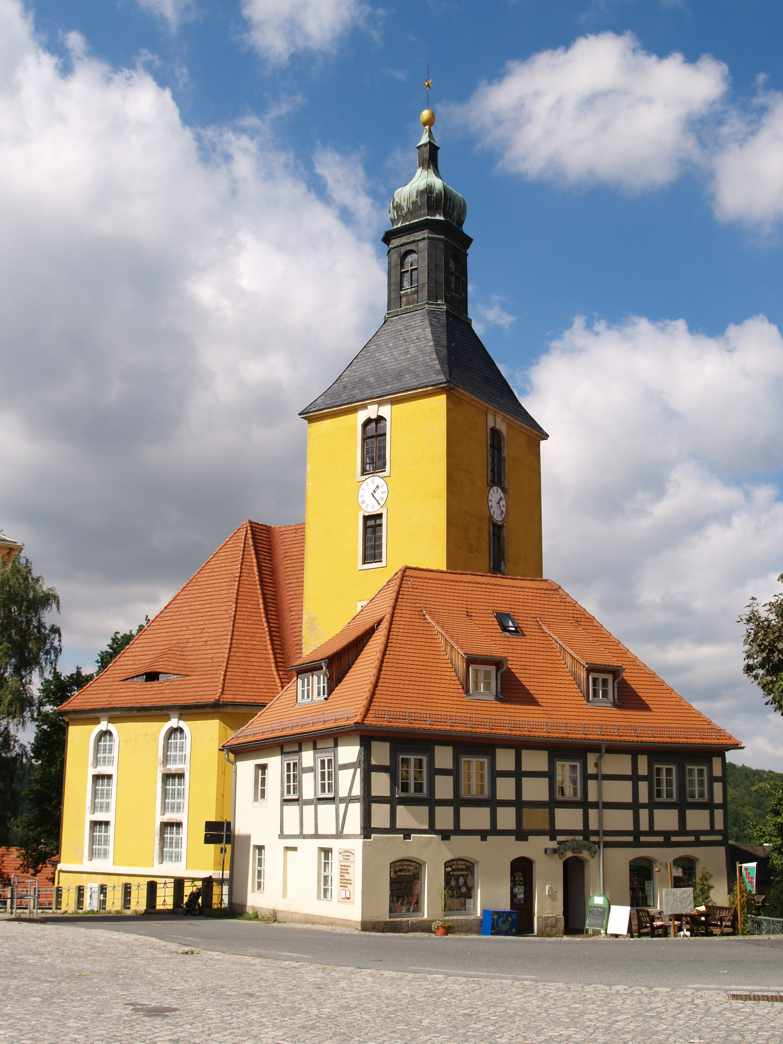
Hohnstein: Stadtkirche (1724–1728)
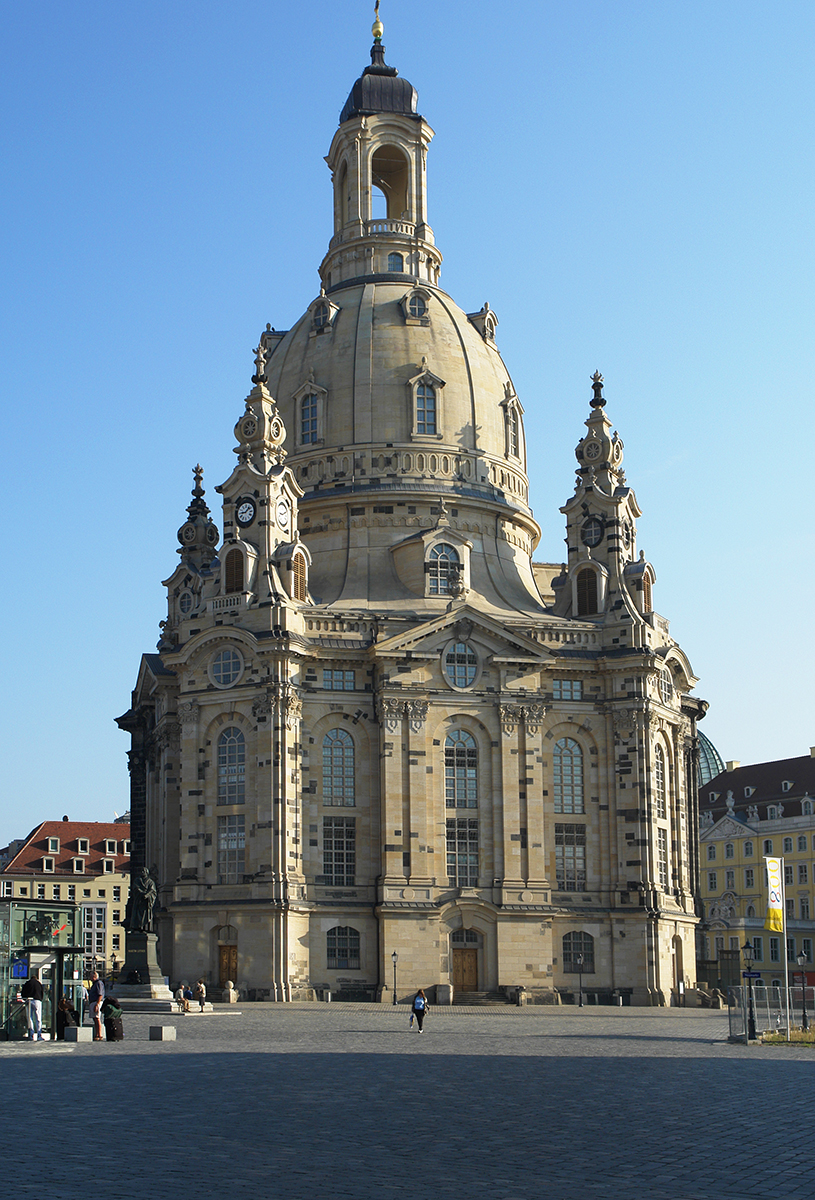
Dresden: Frauenkirche (1726–1743)
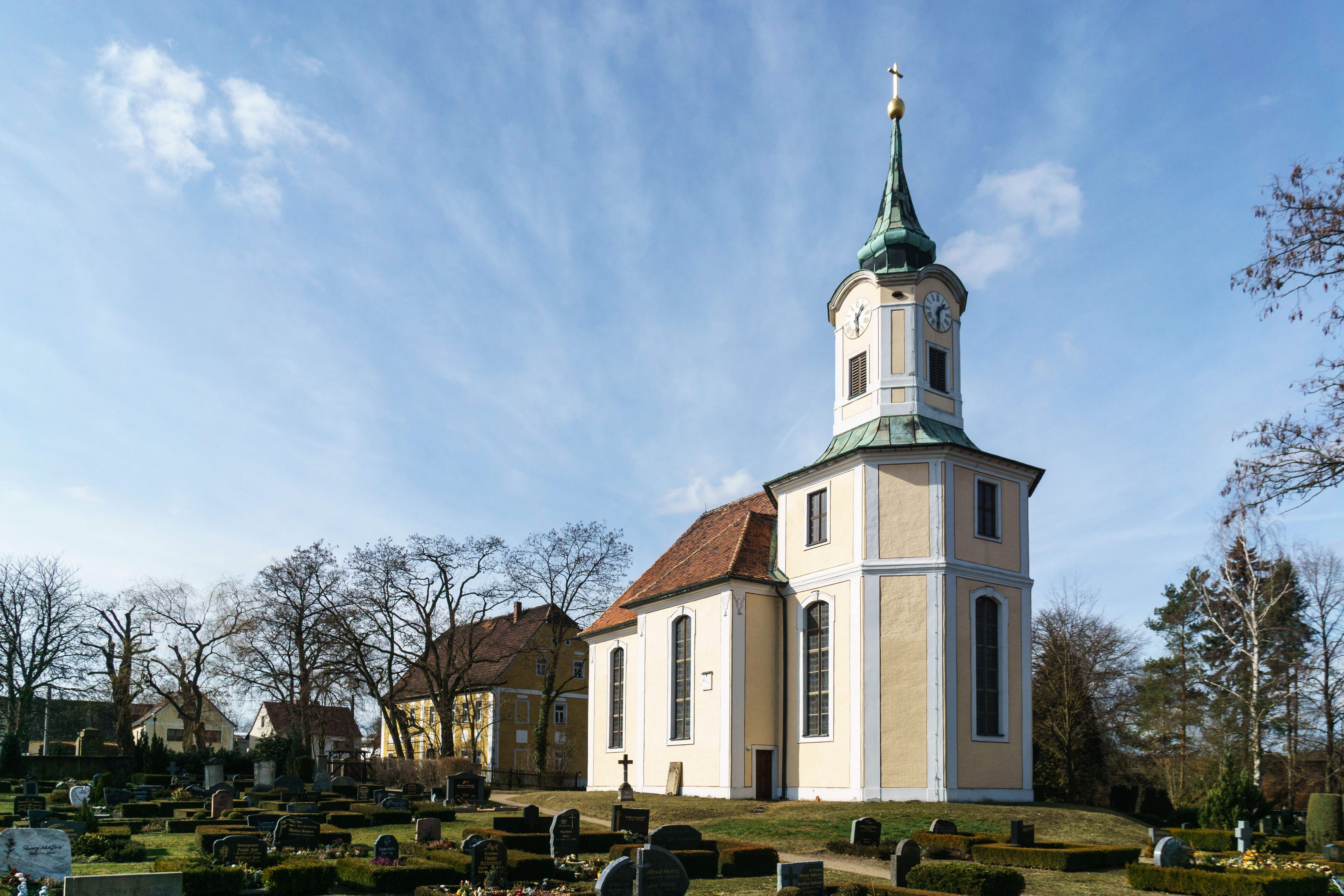
Schmannewitz: Dorfkirche (1731–1732)
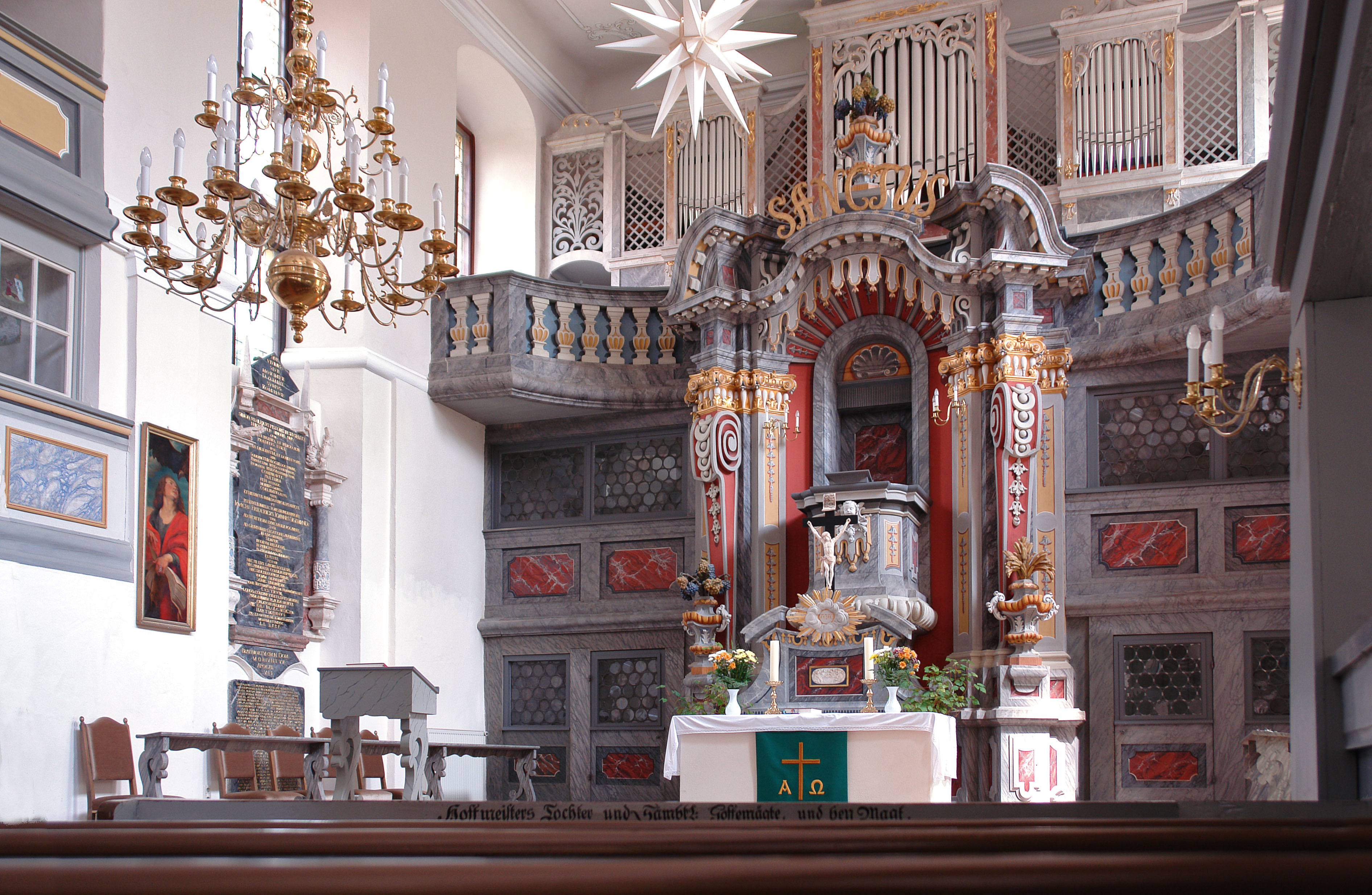
Seußlitz: Altar in der Schlosskirche

## Würdigung

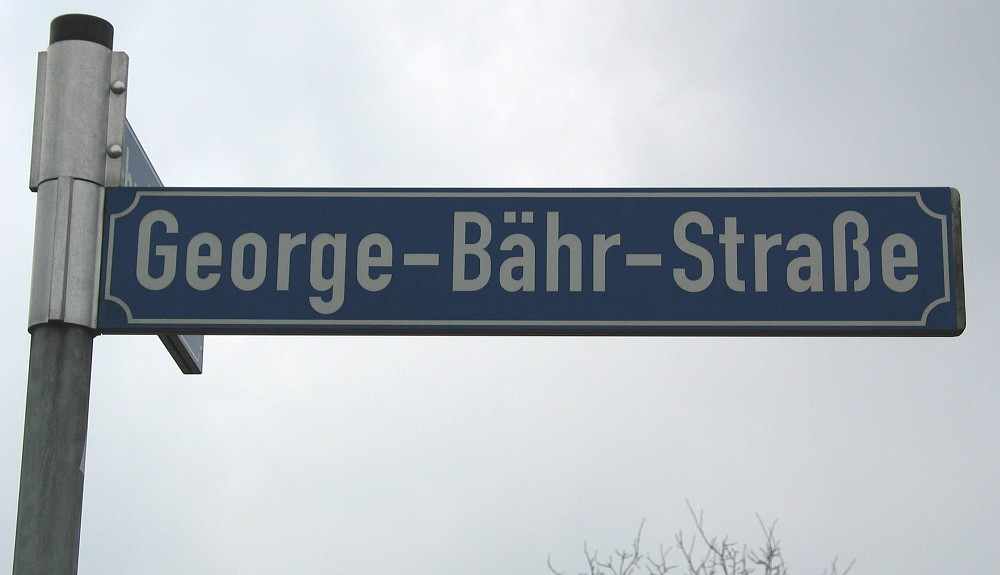
Straßenschild in Leipzig

### Straßenbenennungen
In Dresden ist heute die George-Bähr-Straße (Stadtteil Südvorstadt) nach dem bekannten Architekten der Frauenkirche, die 1945 zerstört und zwischen 1990 und 2005 wiederaufgebaut wurde, benannt. Auch im Leipziger „Architektenviertel“ sowie in Forchheim sind Straßen nach George Bähr benannt.

### Briefmarkenausgabe
Das Bundesministerium der Finanzen gab anlässlich des 350. Geburtstages des Baumeisters am 1. März 2016 eine Sondermarke heraus. In Ermangelung eines Porträts von Bähr ziert die nach seinen Plänen errichtete Frauenkirche das Postwertzeichen.

### George-Bähr-Preis
Das George-Bähr-Forum für Baukultur und Ingenieurbaukunst der Technischen Universität Dresden vergab gemeinsam mit der George-Bähr-Stiftung 2008 den europaweit ausgeschriebenen und mit 5000 Euro dotierten George-Bähr-Preis. Die Auszeichnung sollte ursprünglich alle drei Jahre an Architekten und Ingenieure verliehen werden, denen es in besonderer Weise gelingt, eine Synthese von Entwurf, Konstruktion und Realisierung eines Bauwerkes zu erreichen. Die Preisträger sollen insbesondere dem baumeisterlichen Wirken von George Bähr gerecht werden. Der Preis wurde 2008 an den Berliner Architekten Henning von Wedemeyer für seine Arbeit „Vilnius in the Air“ verliehen.